# Kajetan Rost
Kajetan Rost OSB (* 11. November 1748 in Bamberg; † 16. Februar 1804 ebenda) war ein deutscher Benediktiner, Hochschullehrer und von 1796/1799 bis zu seinem Ableben 1804 Abt der Abtei Michelsberg in Bamberg.

## Leben
Kajetan Rost wurde am 11. November 1748 in Bamberg geboren, trat in den Orden der Benediktiner ein, wo er am 14. September 1767 seine Profess ablegte. Rost, der an der Universität Bamberg studierte und seine Studien mit dem Dr. theol. abschloss, erhielt daraufhin im Jahre 1771 die Priesterweihe und wurde in weiterer Folge Kastner, Kanzleidirektor und dann Prior. In den Jahren 1783 bis 1786 trat er zudem als Lehrender für Kirchengeschichte an seiner Alma Mater in Erscheinung. 
Nachdem der damalige Koadjutor Franz Stöhr verstorben war, wurde Rost am 30. März 1796 zum Abt(-Koadjutor) der Abtei Michelsberg gewählt. Seine Benediktion erhielt er jedoch erst einen knappen Monat nach dem Ableben seines Vorgängers Gallus Brockard. Von 26. Mai 1799 bis zu seinem eigenen Tod am 16. Februar 1804 war er der letzte Abt des Klosters Michelsberg in Bamberg. Nach den für das Kloster sehr drückenden Einquartierungslasten (1796–1801), bei denen Rost noch ein langsamer Abbau der übernommenen Schulden gelang, wurde der Besitz des Klosters gegen Ende des Jahres 1802 von den bayrischen Truppen beschlagnahmt und das Ende des Klosters eingeläutet. 
Kurze Zeit nach der Auflösung seines Klosters starb Rost am 16. Februar 1804 im Alter von 55 Jahren in Bamberg.